# بوهموند سوم انطاکیه
بوهموند سوم (فرانسوی: Bohémond le Bambe/le Baube‎) که با عنوان بوهموند کودک نیز شناخته می‌شود، شاهزاده انطاکیه از سال ۱۱۶۳ ال ۱۲۰۱ میلادی بود. وی فرزند کنستانس و ریموند پواتیه بود. بوهموند در سال ۱۱۶۳ به حکومت انطاکیه رسید و در نخستین سال حکومت خود با حمله نورالدین زنگی در واکنش به حمله امالریک به مصر روبه‌رو شد. در حدود سال ۱۱۶۵ برای جلب حمایت و کمک مانوئل یکم، امپراتوری بیزانس، عازم قسطنطنیه شد و به همراه اسقف اتانازیوس به انطاکیه بازگشت. در زلزله سال ۱۱۷۰ که موجب ویرانی کامل کلیسای جامع انطاکیه شد، اتانازیوس درگذشت تا آیمری لیموژی جانشین وی گردد. بوهموند در سال ۱۱۷۷ میلادی، با یکی خویشاوندان مانوئل به نام تئودورا ازدواج کرد اما سه سال بعد به منظور ازدواج با معشوقه خود، سیبلا، ازدواج خود را با وی فسخ کرد. اسقف ایمری ازدواج وی با سیبلا را غیرشرعی اعلام کرد اما از جانب بوهموند از مقام خود خلع شد.
بوهموند از سال ۱۱۷۷ تا ۱۱۸۱ با صلاح‌الدین ایوبی پیمان صلحی منعقد ساخت اما با حمله صلاح‌الدین به لاذقیه در همین سال این پیمان باطل شد. البته انطاکیه از تصرف ایوبیان و صلاح‌الدین در امان ماند. وی برای مدت کوتاهی در سومین جنگ صلیبی شرکت جست. در سال ۱۱۹۸، دومین فرزند وی، بوهموند تریپولی پدرش را از انطاکیه بیرون راند اما وی پس از ۳ ماه با کمک لوون یکم، پادشاه ارمنستان موفق به بازپس‌گیری انطاکیه شد. وی سرانجام در سال ۱۲۰۱ در انطاکیه درگذشت و پس از آن جنگ داخلی ۲۵ ساله شاهزاده‌نشین انطاکیه آغاز گشت.